# Хинуб
Хинуб (авар. Хьинуб) — село в центре Чародинского района республики Дагестан. Входит в Сельсовет «Ирибский».

## Этимология
Название аула происходит от слова «хинаб», что в переводе с аварского языка означает «тёплый». Объясняется это тем, что село защищено с двух сторон горами.

## География
Село Хинуб географически расположено у левого берега реки Тленсерух (левый приток Каракойсу), на небольшой горной возвышенности и граничит с другими сёлами: Ириб, Магар, Хурух, Чуниб Кесерского участка Чародинского района.

## История
Хинуб, как и другие аварские села, имеет древнюю историю, корни которого исходят из далёкого прошлого. Наличие древнего кладбища и настенных надписей, сохранившихся на старинных строениях, позволяет предположить, что село возникло приблизительно 600-700 лет назад. Как и во всем Дагестане, жители аула прежде исповедовали языческую религию, которая позже была вытеснена христианством. Подтверждением этому служит наличие в селе христианского кладбища. Исламизация населения произошла довольно поздно, примерно в XVII-XVIII веках, что связано прежде всего с труднодоступностью аула.
Прежде село входило в Тленсерухское вольное общество. Жизнь хинубцев строилась по нормам адата, частично применялся шариат. Все вопросы решались на сельском сходе, на котором избирались дибиры и кадии. В период Кавказской войны село входило в Северо-Кавказский имамат Шамиля и было включено в Тленсерухское наибство. После завершения войны наибство было переименовано в участок, в составе Гунибского округа.
В 30-е годы XX века в селе была построена первая школа, которая работает и поныне.

## Население
| 1869 | 1888 | 1895 | 1926 | 1939 | 1970 | 1989 |
| ---- | ---- | ---- | ---- | ---- | ---- | ---- |
| 270  | ↗292 | ↘289 | ↘280 | ↗301 | ↗325 | ↘274 |
| 2002 | 2010 | 2021 |      |      |      |      |
| ↗289 | ↗304 | ↗454 |      |      |      |      |

Население — около 70 хозяйств, моноэтническое аварское село.
Многие хинубцы проживают на равнинной территории, большей частью в Махачкале.

## Тухумы
Тӏасакъамал, Гъоркамал, Маграл. Хъахӏрокъал.

## Известные уроженцы
- Алиев Магомед Алиевич - российский государственный деятель, химик, кандидат технических наук, заслуженный химик.
- Магомедова Чамастак Султанахмедовна - Узи-специалист, акушер, гинеколог
- Нурмагомедов Магомед Нурмагомедович — профессиональный актёр и певец, народный артист Дагестана и заслуженный артист России[13].